# Mont à Cavouère
Mont à Cavouère är en bergstopp i Schweiz.   Den ligger i distriktet Conthey och kantonen Valais, i den sydvästra delen av landet, 80 km söder om huvudstaden Bern. Toppen på Mont à Cavouère är 2 612 meter över havet, eller 131 meter över den omgivande terrängen. Bredden vid basen är 0,74 km.
Terrängen runt Mont à Cavouère är huvudsakligen mycket bergig. Runt Mont à Cavouère är det ganska tätbefolkat, med 214 invånare per kvadratkilometer.. Närmaste större samhälle är Sion, 11,6 km öster om Mont à Cavouère. 
Trakten runt Mont à Cavouère består i huvudsak av gräsmarker.